# 11020 Orwell
Orwell (asteróide 11020) é um asteróide da cintura principal, a 2,6309721 UA. Possui uma excentricidade de 0,1502896 e um período orbital de 1 990,04 dias (5,45 anos).
Orwell tem uma velocidade orbital média de 16,92661415 km/s e uma inclinação de 2,98739º.
Este asteróide foi descoberto em 31 de Julho de 1984 por Antonín Mrkos.